# Norroy (Vosges)
Norroy é uma comuna francesa na região administrativa de Grande Leste, no departamento de Vosges. Estende-se por uma área de 7,22 km². Em 2010 a comuna tinha 224 habitantes (densidade: 31 hab./km²).